# Sete di sangue
Nel 2006 Charlie Higson pubblica Sete di sangue, la seconda avventura del giovane James Bond.

## Trama
Mentre assalta la barca dei Goodenough per rubare un'antica statua di Donatello, Zoltan il magiaro è ferito da Amy, la giovane rampolla della ricca famiglia e sorella di uno studente di Eton. Pieno di rabbia, rapisce la ragazza e fa uccidere tutti i suoi parenti sulla barca.

Durante una scorribanda notturna, James Bond, giovane studente di Eton, scopre, una strana setta che comunica solo in latino, denominata Millenaria ed un suo membro che soprannomina Sorriso.
Con il benestare della zia Chairman, sua tutrice, James Bond si iscrive per le vacanze estive ad un corso in Sardegna, tenuto dal professore di storia Peter Haight e dal professore di latino John Cooper-ffrench. Chiacchierando con i due professori, il ragazzo parla della strana setta, scoperta qualche sera prima.

Durante le visite in Sardegna, James Bond subisce alcuni strani incidenti. Decide così, in accordo col professor Cooper-ffrench, di allontanarsi dal gruppo per raggiungere il cugino Victor che abita, insieme al pittore Poliponi, in una villa a Capo d'Orso, nei pressi di Palau, vicino alle Bocche di Bonifacio.

Nella casa, James Bond impara da Victor e Poliponi a bere con giudizio e a godere di tutto ciò che la vita porta di buono. Inoltre, fa amicizia con lo scontroso Mauro: il domestico di casa, suo coetaneo.
Qualche giorno dopo, Zoltan consegna la refurtiva delle sue scorribande al conte Ugo Carnifax, che qualche giorno prima aveva visitato la villa di Victor per ammirare i quadri di Poliponi. Il nobile proprietario di miniere scopre che il pirata tiene prigioniera Amy e decide di impossessarsene.

La vacanza di James Bond prosegue nel migliore dei modi fino a quando, tornando da una nuotata, è sorpreso e ferito da uomini della Millenaria che stanno svaligiando la villa, approfittando dell'assenza dei due padroni di casa, invitati ad una festa presso il palazzo di Carnifax.

James e Mauro decidono di raggiungere il cugino al Palazzo del conte. La costruzione è in stile romano, sovrastata da un'enorme diga che fornisce gli acquedotti che provvedono al suo fabbisogno idrico.

Al palazzo, James Bond ritrova i suoi professori e i suoi compagni di corso. Dopo aver conosciuto Zoltan, partecipa come suo pugile ad una serata di giochi romani dove sconfigge ragazzi più grandi di lui, conquistando la stima del pirata.
Nella notte, scopre una riunione in cui il Conte, alla presenza di Zoltan, cerca di convincere Sorriso ad unirsi a lui in una Grande Guerra per la costituzione di un nuovo Impero Romano in Europa. Inoltre, viene a conoscenza della presenza di Amy, segregata in un alloggio. Infine, apprende che Mauro è stato assassinato.

Informa immediatamente il professor Haight delle sue scoperte ma l'uomo lo consegna al Conte Carnifax e, dopo, assassina il suo collega Cooper-ffrench che sta indagando sulla scomparsa del ragazzo.

James Bond viene legato nudo in una palude della Barbagia, letteralmente divorato dalle zanzare. È però salvato da Vendetta, la sorella di Mauro. Mentre fuggono insieme, per la prima volta, James Bond assapora il sapore delle labbra femminili. La ragazza lo cura per diversi giorni per assicurarsi che non contragga la malaria fino a quando il villaggio in cui vive è attaccato dagli uomini del conte. Durante l'attacco, James Bond assassina Sorriso e ritrova Zoltan che lo prende con sé.
Il pirata si sente preso in giro dal conte e combina un piano per distruggere il palazzo e riprendersi Amy. James Bond lo asseconda e, dopo aver salvato la ragazza, i due riescono a far saltare la diga e a inondare e distruggere la costruzione. Ugo Carnifax muore sepolto tra i detriti.

Il professor Haight si salva dal disastro e cerca di assassinarli ma viene ucciso da Zoltan. Il pirata, irremidiabilmente ferito nello scontro, muore tra le braccia di Bond.

Tornato a casa del cugino insieme ad Amy, James Bond è assalito da Jana, la sorella del conte che ha giurato eterna vendetta. La donna muore, cadendo su una colonia di ricci velenosi.

### Personaggi principali
- James Bond.
- Zoltan il magiaro: pirata.
- Amy Goodenough, giovane rampolla di ricca famiglia.
- Sorriso: membro della Millenaria.
- Peter Haight: professore di storia.
- John Cooper-ffrench: professore di latino.
- Victor Delacroix: cugino di James Bond che vive in Sardegna.
- Poliponi: pittore.
- Mauro Benetutti: domestico di Victor.
- conte Ugo Carnifax e sua sorella Jana: proprietari di industrie minerarie.
- Vendetta: sorella di Mauro Benetutti e contadina della Barbagia.

## Edizioni
- Charlie Higson, Sete di sangue, traduzione di Raffaella Brignardello, collana Junior Giallo, Arnoldo Mondadori Editore, 2007,  p. 411.